# Conservatore dei beni architettonici ed ambientali
Il conservatore dei beni architettonici e ambientali, comunemente noto come architetto conservatore, è una figura professionale prevista dall'ordinamento italiano, con specifiche competenze nella "diagnosi dei processi di degrado e dissesto dei beni architettonici e ambientali e l'individuazione degli interventi e delle tecniche miranti alla loro conservazione"
La legge non prevede il titolo professionale di "architetto conservatore" ma, separatamente, quello di "architetto" e quello di "conservatore dei beni architettonici e ambientali", le cui competenze sono disciplinate dagli artt. 16 e 3 del D.P.R. 328/2001. L'iscrizione all'albo è subordinata al superamento di un esame di stato, al quale si è ammessi con la laurea specialistica in conservazione dei beni architettonici e ambientali (classe LM-10) oppure con la laurea specialistica in Architettura e Ingegneria Edile (classe LM-4).

## Storia
La figura professionale è stata introdotta in Italia nel 2001 dal Decreto del Presidente della Repubblica n.328 del 5 giugno 2001, iscritta nella sezione A, settore D (Settore: "Conservazione dei beni architettonici e ambientali") dell'Albo professionale dell'"Ordine degli architetti, pianificatori, paesaggisti e conservatori".
Tuttavia, il corso di laurea in storia e conservazione dei beni architettonici e ambientali, originariamente quadriennale e poi tramutato in 3+2 esisteva già svariati anni prima di tale data.

## Descrizione
Il percorso formativo sperimentale, varato nell'anno accademico 2000/2001 inseriva la laurea triennale in storia e conservazione dei beni architettonici e ambientali in Classe 4 (scienze dell'architettura e dell'ingegneria edile) con la successiva possibilità di iscrizione all'albo professionale degli architetti, pianificatori, paesaggisti e conservatori, dietro il superamento del relativo esame di stato, alla sezione B settore A e di svolgere le competenze dell'architetto junior.
Il percorso formativo in vigore (nuovo ordinamento) prevede il conseguimento della laurea triennale in storia e conservazione dei beni architettonici e ambientali (Classe L-43: Classe delle lauree in tecnologie per la conservazione e il restauro dei beni culturali) e il successivo biennio in restauro conservazione e valorizzazione dei beni architettonici e ambientali (Classe LM-10: Classe delle lauree magistrali in conservazione dei beni architettonici e ambientali).